# Ranularia boschi
Cymatium boschi
Espèce
Synonymes
- voir paragraphe #Synonymes

Ranularia boschi (ou Cymatium boschi) est une espèce de mollusques gastéropodes marins de la famille des Cymatiidae.

## Synonymes
- Cymatium (Ranularia) boschi Abbott & Lewis, 1970[1]
- Cymatium boschi R. T. Abbott & H. Lewis, 1970[2]

## Étymologie
Comme d'autres espèces de la région (dont Conus boschi et Ancilla boschi), son nom spécifique lui a été donné en l'honneur du docteur Donald Bosch, qui fut l'un des rares praticiens à exercer la chirurgie à l'hôpital américain de Matrah dans les années 1950. (Punctacteon eloiseae est nommé en l'honneur de sa femme.)

## Philatélie
Le Sultanat d'Oman lui a dédié un timbre émis en 1982.